# Ximo Navarro Jiménez
Joaquín Navarro Jiménez (Guadahortuna, Granada, 23 de enero de 1990), más conocido como Ximo Navarro, es un futbolista español. Juega de defensa en el R. C. Deportivo de La Coruña de la Segunda División de España.

## Trayectoria
Formado en la cantera del R. C. D. Mallorca, su temporada 2010-11 con en el R. C. D. Mallorca "B" le permitió ser convocado por primera vez por la selección española sub-21 por el seleccionador nacional Juan Ramón López Caro.
Con veinte años de edad era una de las piezas claves en el esquema del filial lo que le llevó a debutar con el primer equipo de la mano de Michael Laudrup.
El 26 de enero de 2012 se fue cedido al Córdoba C. F., equipo en el cual permanecería hasta final de temporada. Luego regresó Mallorca y se afianzó como titular en la temporada del descenso.
El 12 de junio de 2014 firmó por la U. D. Almería, equipo que en ese momento competía en Primera División, para las próximas tres temporadas.
Al finalizar su contrato con el club almeriense, en el verano de 2017 se incorporó a la U. D. Las Palmas, vinculándose al club canario hasta 2020. En julio de 2018 rescindió su contrato para incorporarse al Deportivo Alavés.
Abandonó el equipo vitoriano en junio de 2022 una vez expiró su contrato después de cuatro años en los que participó en 104 partidos. Entonces estuvo unos meses sin equipo, hasta que a mediados de septiembre se fue a los Países Bajos para jugar en la Eredivisie con el Fortuna Sittard. En dicha competición disputó quince encuentros y la temporada siguiente regresó a España tras firmar por el R. C. Deportivo de La Coruña.

## Selección nacional
En 2010 fue convocado por selección de España sub-21.

## Clubes
| Club                          | País         | Año       | Partidos | Goles |
| ----------------------------- | ------------ | --------- | -------- | ----- |
| R. C. D. Mallorca "B"         | España       | 2009-2011 | 58       | 1     |
| Recreativo de Huelva (cedido) | España       | 2011-2012 | 12       | 0     |
| Córdoba C. F. (cedido)        | España       | 2012      | 19       | 0     |
| R. C. D. Mallorca             | España       | 2012-2014 | 58       | 0     |
| U. D. Almería                 | España       | 2014-2017 | 92       | 3     |
| U. D. Las Palmas              | España       | 2017-2018 | 33       | 0     |
| Deportivo Alavés              | España       | 2018-2022 | 104      | 3     |
| Fortuna Sittard               | Países Bajos | 2022-2023 | 16       | 0     |
| R. C. Deportivo de La Coruña  | España       | 2023-     | 54       | 4     |